# Liski
Pour les articles homonymes, voir Liski (homonymie).
Liski (en russe : Лиски) est une ville de l'oblast de Voronej, en Russie, et le centre administratif du raïon de Liski. Sa population s'élève à 53 504 habitants en 2020.

## Géographie
Liski s'étend sur la rive gauche du Don, à 80 km au sud-est de Voronej et à 547 km au sud-est de Moscou. Elle a une superficie de 53,56 km2.

## Histoire
Liski a été fondée sous le nom de Novaïa Pokrovka. Son nom changea en Svoboda en 1928.
Pendant la Seconde Guerre mondiale, le 6 juillet 1942, des combats féroces opposèrent les troupes allemandes à l'Armée rouge sur la rive droite du Don, en face de la ville, qui fut rebaptisée Liski en 1943.
La ville fut renommée Gueorguiou-Dej, en l'honneur du dirigeant communiste roumain Gheorghiu-Dej en 1965. Elle reprit son nom de Liski en 1991.

## Population
Recensements ou estimations de la population
| 1926* | 1939*  | 1959*  | 1970*  | 1979*  | 1989*  |
| ----- | ------ | ------ | ------ | ------ | ------ |
| 6 542 | 25 490 | 37 638 | 48 682 | 52 375 | 54 039 |

| 2002*  | 2010*  | 2012   | 2013   | 2014   | 2015   |
| ------ | ------ | ------ | ------ | ------ | ------ |
| 55 893 | 55 864 | 55 127 | 55 092 | 55 149 | 54 788 |

| 2016   | 2017   | 2018   | 2019   | 2020   | - |
| ------ | ------ | ------ | ------ | ------ | - |
| 54 437 | 54 184 | 53 897 | 53 634 | 53 504 | - |

## Économie
Liski possède des activités métallurgiques, mécaniques et de transport.
L'agriculture du raïon de Liski produit des céréales, du lait et de la viande, qui sont transformés à Liski.

## Sport
- FK Lokomotiv Liski, club de football fondé en 1936 et ayant évolué professionnellement jusqu'en 2016.